# Mouvement pour la liberté de Bahreïn
 (avril 2024).
Mouvement pour la liberté de Bahreïn (en arabe : حركة أحرار البحرين الإسلامية Harakat Ahrar al-Bahrayn) est un groupe d'opposition bahreïni basé à Londres dont le siège se trouve dans une mosquée du nord de la ville. Son principal média est le site Voice of Bahrain, bloqué depuis plusieurs années par Batelco, le seul fournisseur d'accès à Internet de Bahreïn, sur ordre du ministère de l'Information.
Le MLB a joué un rôle de premier plan dans le soulèvement des années 1990 à Bahreïn.
Il est dirigé par Saïd al-Shehabi, ancien membre du principal parti islamiste chiite de Bahreïn, Wefaq, qui a démissionné avec plusieurs autres membres du parti en septembre 2005 après avoir mis fin à son boycott des élections législatives. Shehabi est chroniqueur au quotidien arabe Al-Quds Al-Arabi, basé à Londres.
Les réformes politiques du gouvernement bahreïnien, en 2001, ont vu deux des dirigeants les plus en vue du MLB quitter le mouvement. Dans le cadre de ces réformes, tous les exilés ont été invités à retourner à Bahreïn pour participer au processus politique, et les principaux membres ont regagné leur pays d'origine. Bien que tous ses membres aient bénéficié d'amnisties politiques et que la plupart soient retournés à Bahreïn pour participer au processus politique, plusieurs sont restés à Londres où ils ont le statut de demandeurs d'asile.
Le 7 mars 2011, Al-Shehabi, avec Hasan Mushaima, le leader du mouvement Haq et Abdulwahab Hussain, le leader du mouvement Wafa, forme la « Coalition pour la République », appelant au renversement du gouvernement sunnite, en raison de la répression en février du soulèvement de 2011.